# دریاچه اگنوکچا
دریاچه اگنوکچا (به اسپانیایی: Lake Agnococha) یک دریاچه در پرو است که در منطقه اوئانکاولیکا واقع شده‌است.